# Themistokleia
Themistokleia (griech. Θεμιστόκλεια,  auch Aristokleia (Ἀριστοκλεία) oder Theokleia (Θεοκλεία); bl. 6. Jahrhundert v. Chr.) war eine Pythia am  Tempel des Orakels in Delphi und eine Philosophin. In den antiken Quellen wird angegeben, dass sie eine Lehrerin der Philosophie des Pythagoras war. Diese Verbindung kann aber auch konstruiert sein, um in den Darstellungen zu Pythagoras eine Verbindung zur Philosophie am Delphischen Orakel und dem göttlichen Apollon zu konstruieren. Wenn sie historisch war, wäre sie als eine der ersten Philosophinnen überliefert; ein Werk ist von ihr aber nicht erhalten geblieben.

## Leben
In der Biographie des Pythagoras in seinem Werk Über Leben und Lehren berühmter Philosophen zitiert Diogenes Laertios (3. Jahrhundert) eine Aussage des Aristoxenos (4. Jahrhundert v. Chr.), dass Themistokleia Pythagoras seine Morallehre gelehrt habe:

„φησὶ δὲ καὶ Ἀριστόξενος τὰ πλεῖστα τῶν ἠθικῶν δογμάτων λαβεῖν τὸν Πυθαγόραν παρὰ Θεμιστοκλείας τῆς ἐν Δελφοῖς.“

„Aristoxenus sagt, dass Pythagoras die meisten seiner moralischen Lehren von der delphischen Priesterin Themistokleia erhielt.“

Porphyrios (233–305) nennt sie in seinem Leben des Pythagoras Aristokleia, obwohl es wenig Zweifel gibt, dass er sich auf dieselbe Person bezieht. Porphyrios wiederholt die Angabe, dass sie die Lehrerin von Pythagoras war:

„He taught much else, which he claimed to have learned from Aristoclea at Delphi.“

Die Suda-Enzyklopädie aus dem 10. Jahrhundert nennt sie Theokleia und gibt an, dass sie die Schwester von Pythagoras war, aber diese Information entspringt wahrscheinlich einer Verfälschung und einem Missverständnis der Passage bei Diogenes Laertios.

## Nachleben
Judy Chicago widmete ihr eine Inschrift auf den dreieckigen Bodenfliesen des Heritage Floor ihrer 1974 bis 1979 entstandenen Installation The Dinner Party. Aufgrund des Fehlers in der Suda taucht sie sogar zweimal auf: Die mit dem Namen Aristoclea  und Theoclea beschrifteten Porzellanfliesen sind dem Platz mit dem Gedeck für Aspasia zugeordnet.